# International Standard Musical Work Code

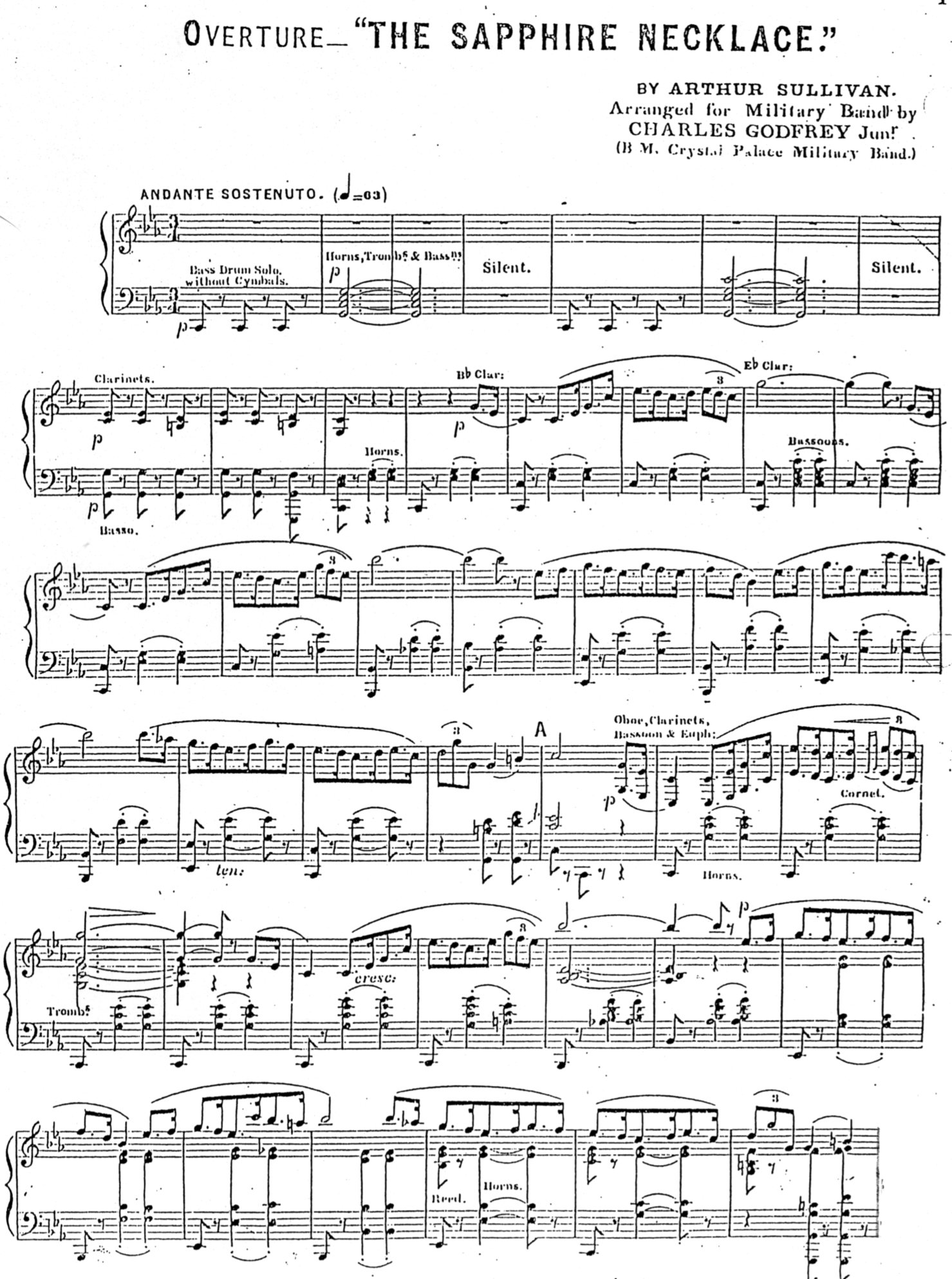
Partition du Sapphire Necklace

Le International Standard Musical Work Code, abrégé en ISWC, est un code unique pour la désignation d’œuvres musicales (et correspond ainsi au  ISBN pour les livres). Il est décrit par la norme internationale ISO 15707.

## Format
Le code est composé d’une lettre et de dix chiffres:
- la lettre « T »
- 9 chiffres
- 1 chiffre de clé de contrôle

Calcul de la clé de contrôle:
Soit
- {\displaystyle d_{i}}: un des neuf chiffres du code (i=1 à 9) en partant de la gauche
- {\displaystyle w_{i}}: poids du chiffre {\displaystyle d_{i}} de 1 à 9 en partant de la gauche
- {\displaystyle C}: clé de contrôle

{\displaystyle S=1+\sum _{i=1}^{i=9}w_{i}d_{i}}
{\displaystyle C=(10-(S\mod 10))\mod 10}
Exemple: T-034.524.680-C
| {\displaystyle d_{i}}      | 0 | 3 | 4  | 5  | 2  | 4  | 6  | 8  | 0 |
| {\displaystyle w_{i}}      | 1 | 2 | 3  | 4  | 5  | 6  | 7  | 8  | 9 |
| {\displaystyle w_{i}d_{i}} | 0 | 6 | 12 | 20 | 10 | 24 | 42 | 64 | 0 |

{\displaystyle S=179}
{\displaystyle C=1}
Le code ISWC est habituellement présenté sous la forme « T-123.456.789-C ». Le groupement sert seulement à faciliter la lecture. Les nombres ne contiennent pas d’information concernant la région, l’auteur, l’éditeur, contrairement au code ISBN, mais sont simplement émis en séquence. Les séparateurs de blocs ne sont par requis, mais d’autres séparateurs ne sont pas permis.

## Histoire
Le code ISWC a été développé par la Confédération internationale des sociétés d'auteurs et compositeurs pour permettre l’adaptation de la gestion et répartition des droits d’auteurs aux exigences de la société d’information.  
Le premier code ISWC a été attribué en 1995 à la chanson Dancing Queen de ABBA (code T-000.000.001-0).

## Usage
Un code ISWC identifie une œuvre, et non pas un enregistrement. Pour les enregistrements, il y a un autre code, le ISRC.  L’objectif principal du code ISWC , en plus de l’aide au catalogage, est de permettre la gestion par les sociétés de gestion des droits d'auteur, et d’identifier simplement les œuvres, dans des contrats juridiques par exemple. Les ayants-droit de cette œuvre bénéficient, à la SACEM, d’un code correspondant à leur compte interne appelé COAD, et d’un code IPI (« Interested Parties Information »).
Il peut arriver, dans le cas où une œuvre musicale a plusieurs auteurs, que le code ISWC soit dupliqué. On ne peut pas simplement supprimer un duplicata pour des raisons commerciales, mais le système permet d’établir des liens entre ces codes.
Les créateurs et les éditeurs peuvent solliciter l'attribution d'un ISWC à leurs œuvres. Ce sont les agences locales ou régionales qui sont autorisées à attribuer des numéros ISWC. Quand l'agence de numérotation locale est une société de droits d'auteur comme la SACEM, elle n’attribue des numéros qu'aux œuvres de membres de la société. L’attribution des codes aux œuvres est centralisée par l’agence centrale de l’ISWC; elle n'est pas habilitée à allouer directement des numéros ISWC, mais délègue la responsabilité à des sociétés locales ou régionales agréées : en France par la Société des auteurs, compositeurs et éditeurs de musique (SACEM), en Allemagne par la Gesellschaft für musikalische Aufführungs- und mechanische Vervielfältigungsrechte (GEMA), en Suisse par la Société suisse pour les droits des auteurs d'œuvres musicales (SUISA), au Canada par la Société canadienne des auteurs, compositeurs et éditeurs de musique (SOCAN).